# 艾于斯特沃爾
艾于斯特沃爾（挪威語：Austevoll）是挪威的一個市镇，位於韦斯特兰郡，行政中心为斯圖勒伯村。市镇面积为117平方公里，人口数量为5,236人（2020年），人口密度为每平方公里45.8人。